# Le Voyage de monsieur Crulic
Pour plus de détails, voir Fiche technique et Distribution.
Le Voyage de monsieur Crulic est un long métrage d'animation roumano-polonais réalisé par Anca Damian et sorti en 2011. Il s'inspire de l'histoire vraie de la mort de Claudiu Crulic, un homme condamné et emprisonné qui entame une grève de la faim pour clamer son innocence. Le film a remporté plusieurs récompenses prestigieuses, dont le Cristal du long métrage au festival d'Annecy en 2012.

## Synopsis
En 2007, Claudiu Crulic, accusé d'avoir volé un juge, est emprisonné en Pologne. Il clame son innocence, et entame une grève de la faim.

## Fiche technique
- Titre : Le Voyage de monsieur Crulic
- Titre original : Crulic - drumul spre dincolo
- Réalisation : Anca Damian
- Scénario : Anca Damian
- Animation : Dan Panaitescu, Raluca Popa, Dragos Stefan
- Musique originale : Piotr Dziubek
- Montage : Catalin Cristutiu
- Production : Anca Damian
- Sociétés de production : Aparte Film, Magellan Foundation
- Budget estimé : 292 000 euros[2]
- Pays de production :  Pologne,  Roumanie
- Format : couleur — son Dolby SR
- Durée : 73 minutes
- Dates de sortie :
  - Pologne : 1er décembre 2011
  - France : 12 décembre 2012

## Distinctions
Le film remporte plusieurs prix dans des festivals de cinéma à travers le monde. En 2011, il remporte le Prix Amnesty au CPH:DOX à Copenhague au Danemark. Au Festival du film de Cottbus (Allemagne) consacré aux jeunes cinéastes d'Europe de l'Est, il remporte le Prix du jury œcuménique et une Mention honorable. Au Festival international du film de Locarno, en Suisse, il remporte le Prix Don Quichotte : mention spéciale. Au Festival international du film de Varsovie, en Pologne, il remporte une Mention spéciale.
En 2012, le film est sélectionné en compétition au Festival international du film d'animation d'Annecy, où il remporte le Cristal du long métrage. Au Festival du film polonais, il remporte un Prix spécial du jury. L'Union des cinéastes roumains lui attribue son prix la même année. 
Il est sélectionné pour le Lux Prize 2012 remis par le Parlement européen afin de promouvoir l'intégration et la culture européennes.